# Magda Zsabka
Magda Zsabka (26 de diciembre de 1923-17 de octubre de 1970) fue una deportista húngara que compitió en esgrima, especialista en la modalidad de florete. Ganó tres medallas de oro en el Campeonato Mundial de Esgrima entre los años 1952 y 1954.

## Palmarés internacional
| Campeonato Mundial | Campeonato Mundial      | Campeonato Mundial | Campeonato Mundial  |
| Año                | Lugar                   | Medalla            | Prueba              |
| ------------------ | ----------------------- | ------------------ | ------------------- |
| 1952               | Copenhague (Dinamarca)  | Medalla de oro     | Florete por equipos |
| 1953               | Bruselas (Bélgica)      | Medalla de oro     | Florete por equipos |
| 1954               | Luxemburgo (Luxemburgo) | Medalla de oro     | Florete por equipos |